# 马格德堡火车总站
马格德堡火车总站（德語：Magdeburg Hauptbahnhof）是德國薩克森-安哈爾特州北部城市馬德堡的主要火車站。現在的馬德堡車站建在馬德堡要塞的舊址上。在19世紀中期，隨著鐵路的發展，當時的三家鐵路公司達成協議購買要塞土地以修建車站。2008年至2015年期間，車站進行了翻新。

## 外部連結
- A Moment in Magdeburg （页面存档备份，存于） The British Military Train pauses in Magdeburg Hauptbahnhof.